# Micromégas
Micromegas é um livro filosófico escrito por Voltaire em 1752

## Profundidade da obra
O livro aborda além da vida fora da terra, a ideia de o quanto o ser humano é pequeno em relação ao universo e como destrói a si mesmo.

## História
Um gigante que vivia em Sirius decidiu aventurar pelo Universo e visita o Sistema Solar. Passa por Saturno onde encontra outro gigante: mas este chega apenas até à sua canela. É o Secretário-geral de Saturno. Vai até Marte e não encontra ninguém. Segue até a Terra onde encontra uma baleia, dá á volta ao Mundo em 18 horas, com um diamante consegue ver os humanos e discute filosofia séria com eles. Voltaire mais uma vez mostra diferentes pontos de vista.
É considerado um dos primeiros textos de ficção científica, e também a nova ideia de habitantes de outros planetas que venham nos visitar,
do mundo.